# شبگرد اروپایی

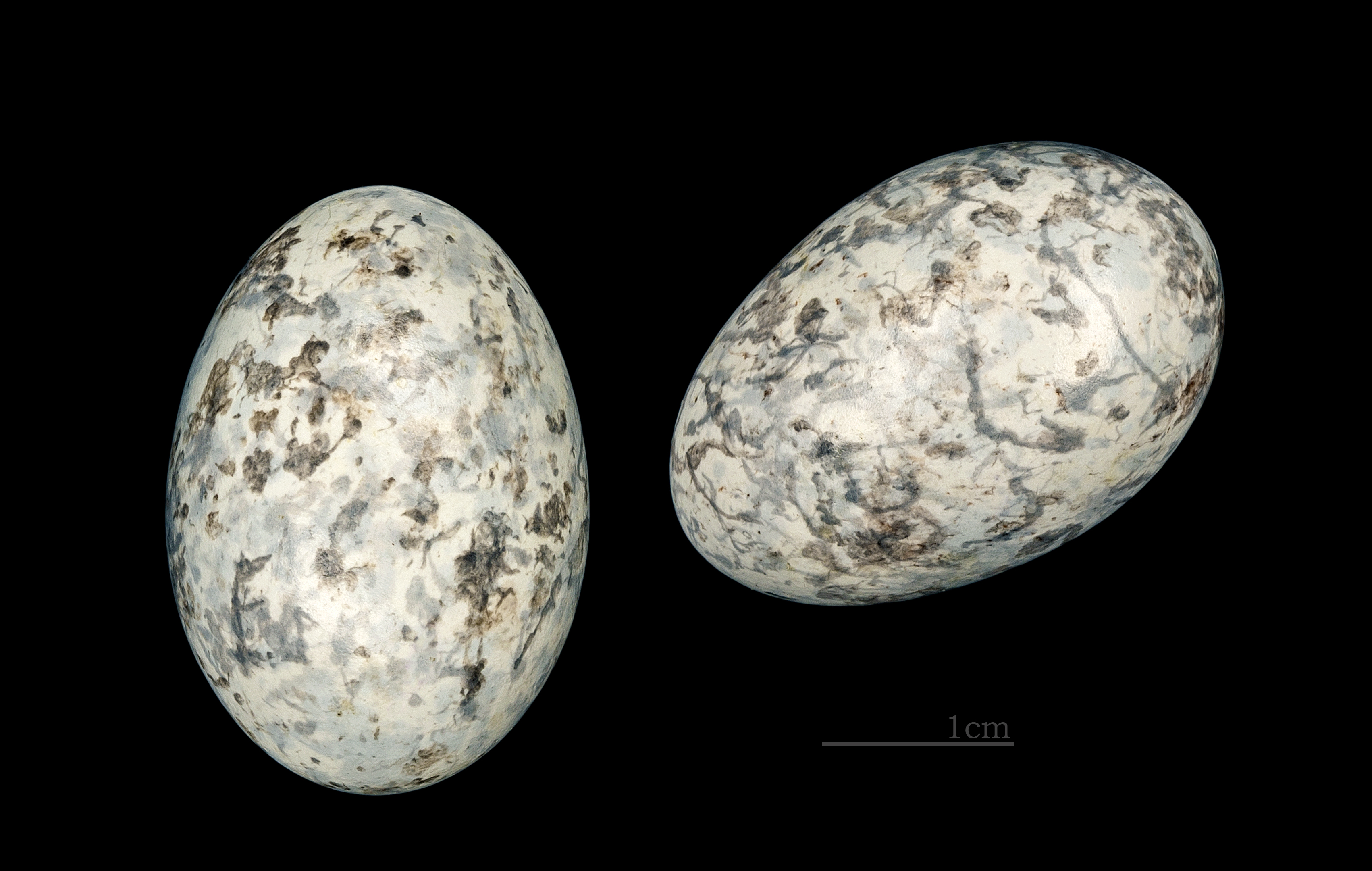
Caprimulgus europaeus

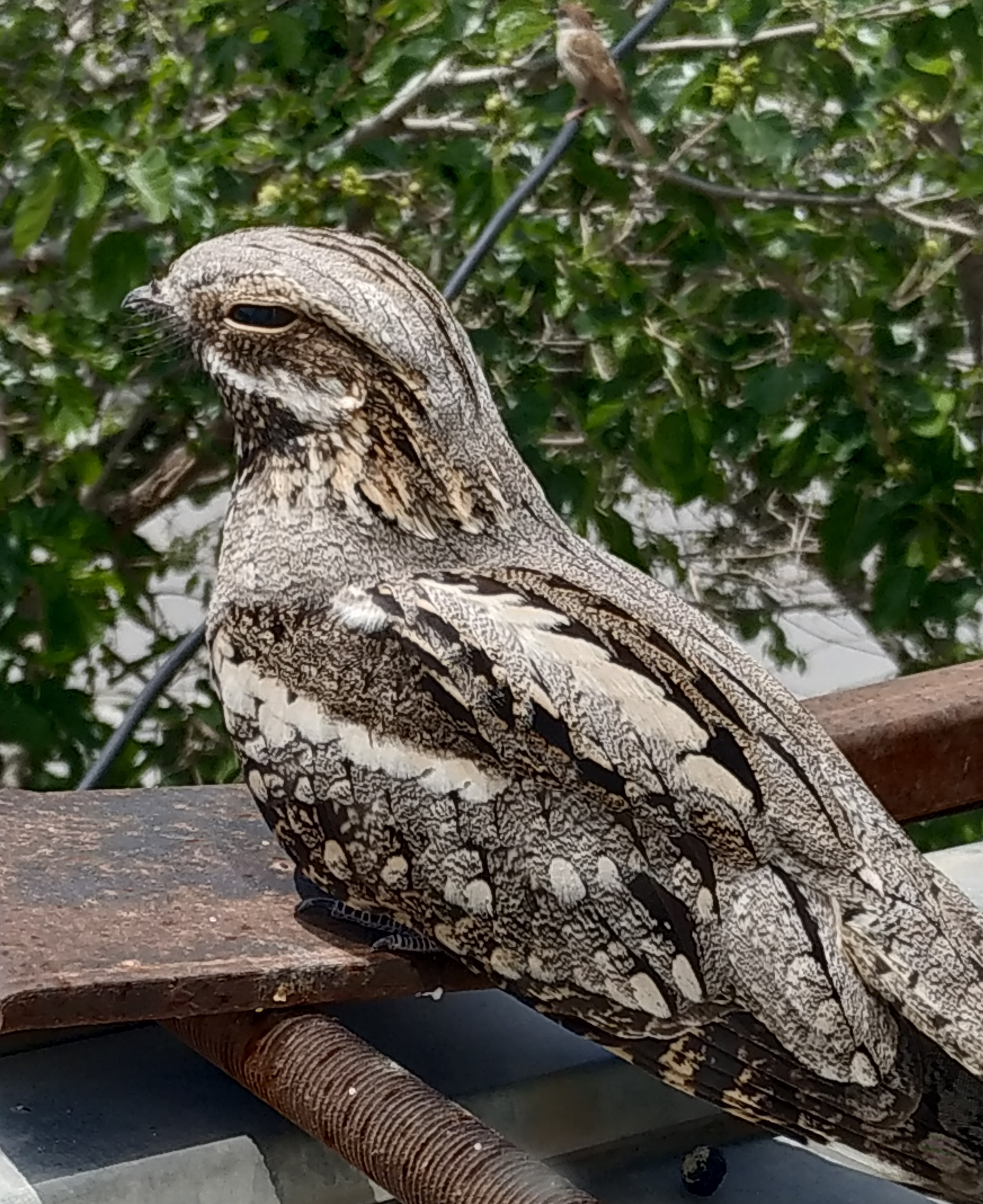
یک شبگرد معمولی که در ایران عکس‌برداری شده

شبگرد اروپایی یا شبگرد معمولی، پرنده‌ای است از خانواده شبگردان (Caprimulgidae) که در بیشتر مناطق اروپا و مناطق معتدل آسیا زندگی می‌کند.

## ویژگی‌ها
این پرنده، ۲۶ سانتیمتر طول دارد و فراوان‌ترین شبگرد در خاورمیانه است. که به واسطهٔ تارک تیرهٔ مایل به خاکستری با چانه و گلوی قهوه‌ای و روتنهٔ خاکستری با نوارهای پهنی که در خط بالی بر زمینهٔ قهوه‌ای تیره و نخودی رنگ دارد، مشخص می‌شود. در پرندهٔ نر، خال‌های سفیدی در بال و دم به چشم می‌خورد. نژاد unwini که در ایران و عراق تولیدمثل می‌کند. به‌طور آشکاری کمرنگ‌تر است و روتنهٔ خاکستری و لکه زیرگلویش بزرگ‌تر و سفیدتر دیده می‌شود. پرندهٔ نر، در شاهپرها خال‌های سفید بزرگ‌تری دارد. مانند اغلب شبگردها معمولاً در غروب و اندکی دیرتر، در پرواز دیده‌شده و چنانچه هنگام روز، به‌طور ناگهانی، به پرواز در آید، تنها فاصلهٔ کوتاهی را سپری کرده و می‌نشیند. بال زدن‌هایش آرام همراه با سر خوردن طولانی در هواست و در پرواز همانند دیگر شبگردها بال‌ها را بالا نگه می‌دارد.
صدای این پرنده با لرزش همراه است و شبیه» کو-ایک» شنیده می‌شود.

## زیستگاه
این پرنده در جنگل‌ها و زمین‌های پست، حاشیهٔ جنگل‌ها و میان جنگل‌هایی که سرخس روییده باشد و حوالی تپه‌های شنی به سر برده و روی زمین تخمگذاری می‌کند. در ایران، تابستان‌ها فراوان است. این پرنده، در حال حاضر، نیازی به برنامهٔ ویژه حفاظتی ندارد.